# Вольфрамат ртути(II)
Вольфрамат ртути(II) — неорганическое соединение,
соль ртути и вольфрамовой кислоты
с формулой HgWO4,
жёлтые кристаллы,
не растворяется в холодной воде,
разлагается в горячей.

## Получение
- Кипячение оксида ртути и вольфрамовой кислоты в воде:

{\displaystyle {\mathsf {HgO+H_{2}WO_{4}\ {\xrightarrow {100^{o}C}}\ HgWO_{4}\downarrow +H_{2}O}}}

## Физические свойства
Вольфрамат ртути(II) образует жёлтые кристаллы
моноклинной сингонии,
пространственная группа C 2/c,
параметры ячейки a = 1,13606 нм, b = 0,60125 нм, c = 0,51482 нм, β = 113,159°, Z = 4,
структура типа молибдата ртути(II).
Не растворяется в холодной воде,
разлагается в горячей.

## См.также
Вольфрамовая кислота